# Pia Hontiveros
Pia Hontiveros-Pagkalinawan (Manilla, 10 maart 1967) is een Filipijns televisiepresentatrice. Hontiveros werkt voor ABS-CBN en was voor die organisatie actief als politiek correspondent en presentatrice van de televiesprogramma's Shop Talk, Top Story, and Strictly Politics op ANC, de nieuwszender van ABS-CBN
Pia Hontiveros is de jongere zus van Risa Hontiveros-Baraquel, lid van het Filipijns Huis van Afgevaardigden namens de linkse partij Akbayan.